# 萊克蘭 (明尼蘇達州)
萊克蘭（英語：Lakeland）是一個位於美國明尼蘇達州華盛頓縣的城市。

## 人口
根據2020年美國人口普查的數據，萊克蘭的面積為7.57平方千米，當中陸地面積為5.37平方千米，而水域面積為2.19平方千米。當地共有人口1710人，而人口密度為每平方千米226人。